# Rhamphorhynchoidea
Rhamphorhynchoidea é uma das subordens dos pterossauros e representa um grau evolutivo de membros primitivos de répteis voadores. Esta subordem é parafilética em relação à Pterodactyloidea, que surgiu de dentro do Rhamphorhynchoidea, não de um ancestral comum mais distante. Por não ser um agrupamento completamente natural, Rhamphorhynchoidea não é usado como um grupo formal na maioria da literatura científica, embora alguns cientistas de pterossauros continuem a usá-lo como um agrupamento informal em obras populares, como The Pterosaurs: From Deep Time de David Unwin, e em alguns estudos formais. Os membros desta subordem foram os primeiros pterossauros a aparecer, no final do período Triássico (estágio Noriano, cerca de 210 milhões de anos atrás). Ao contrário de seus descendentes, os pterodáctilos, a maioria dos membros desta subordem tinha dentes e caudas longas, e a maioria das espécies carecia de crista óssea, embora várias sejam conhecidas por terem cristas formadas de tecido mole como a queratina. Eles eram geralmente pequenos, com envergadura raramente excedendo 2,5 metros, embora uma espécie aludida por Alexander Stoyanow possa estar entre os maiores pterossauros de todos os tempos, com envergadura de 10 metros, comparável aos maiores azhdarchideos. Quase todos foram extintos no final do período Jurássico, embora pelo menos um gênero anurognathídeo, Dendrorhynchoides, tenha persistido até o início do Cretáceo. A família Wukongopteridae, que mostra uma mistura de características rhamphorhynchóides e pterodactylóides, é conhecida dos Leitos Daohugou que são mais comumente datadas do Jurássico, mas alguns estudos fornecem uma data do Cretáceo. Além disso, restos de um não-pterodactilóide da Formação Candeleros estendem a presença de pterossauros basais pelo menos no início do Cretáceo Superior.